# Gabriel Paulista
Gabriel Armando de Abreu (* 26. listopadu 1990 São Paulo), známý jako Gabriel Paulista či Gabriel, je brazilský profesionální fotbalista, který hraje na pozici středního obránce za španělský klub Atlético Madrid.